# Billy (Allier)
Billy – miejscowość i gmina we Francji, w regionie Owernia-Rodan-Alpy, w departamencie Allier.

## Demografia
Według danych na rok 1990 gminę zamieszkiwało 1007 osób, a gęstość zaludnienia wynosiła 99 osób/km². W styczniu 2015 r. Billy zamieszkiwało 859 osób, przy gęstości zaludnienia wynoszącej 84,5 osób/km².